# Allkvie änge

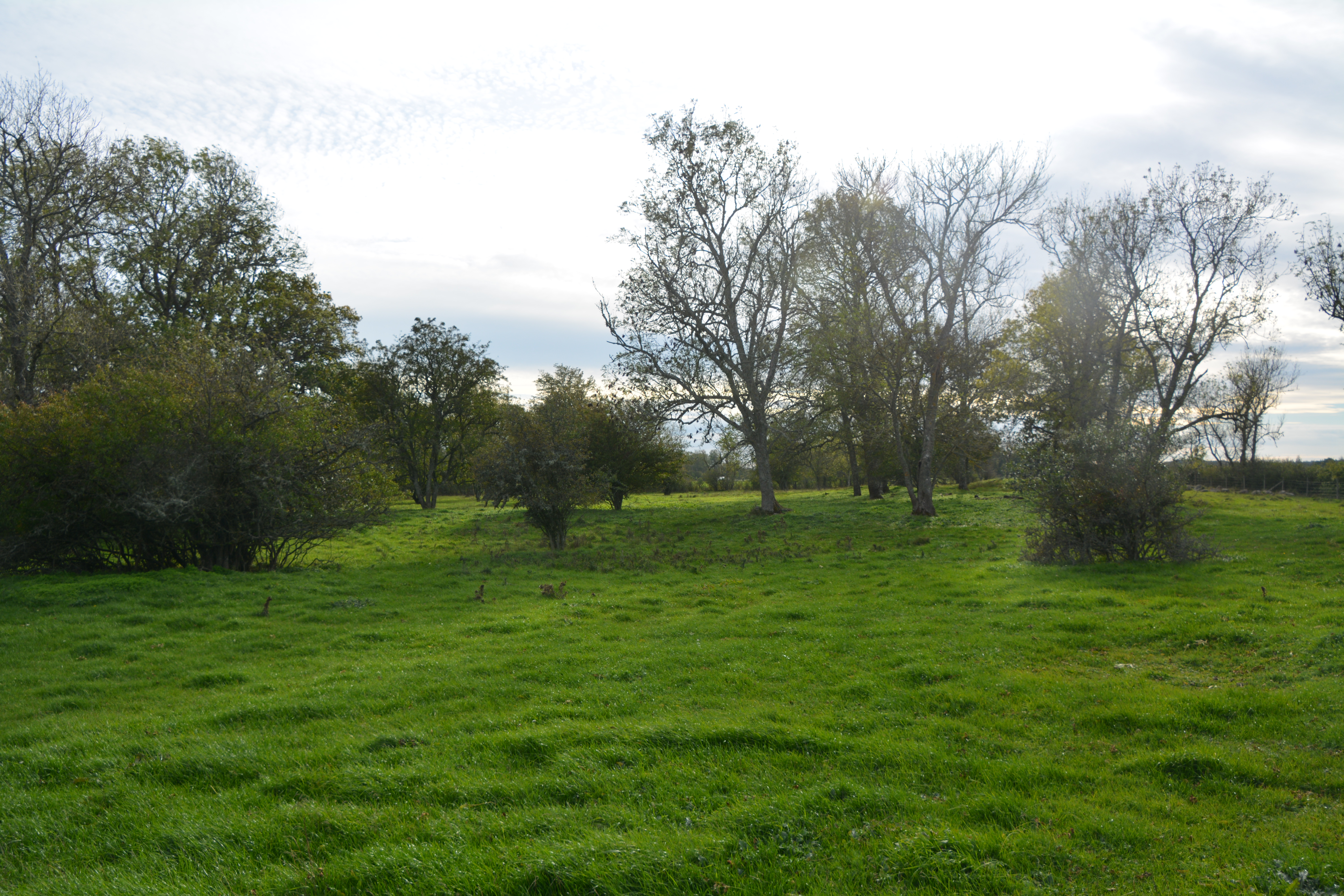
Södra delen av Allkvie änge

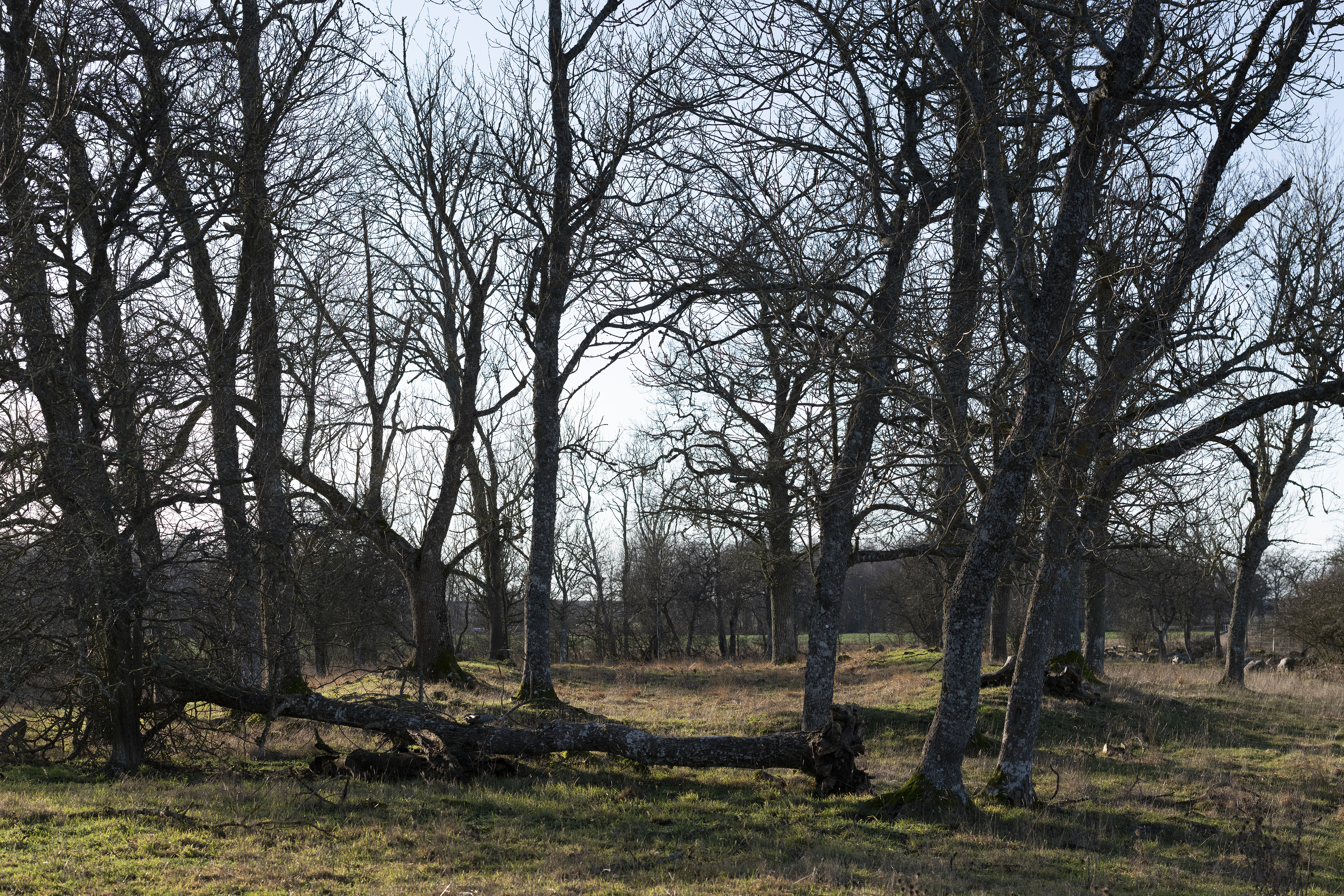
På änget finns husgrunder från järnålder.

Allkvie änge, eller Allekvia löväng, är ett naturreservat och natura 2000-område på statlig mark i Endre socken i Gotlands län.
Änget, som är knappt fyra hektar stort, låg länge övergivet och växte igen. Kronoegendomen Allekvia hade sålts 1939, men en mindre del blev kvar i statens ägo för att skötas på traditionellt sätt. Röjning skedde från vintern 1944 och marken hävdades därefter.
Det avsattes 1980 till naturreservat. Hela naturreservatet är idag på 17,3 hektar består av tre delar. Själva änget ligger i sydost. I norr och sydväst finns beteshagar med enstaka träd och buskar. 
Allkvie änge är också ett Natura 2000-område. Bland träden dominerar lundaalmar och ekar. Även askar är vanliga. Floran varierar mycket mellan ängets olika delar. Vid de öppna delarna i norr dominerar brudbröd, solvända och blodnäva. I de centrala delarna som är mer skuggiga förekommer främst skogsnäva, smörblomma och ängskovall. I den mer igenväxta södra delen täcks marken av ramslök.
I naturreservatet finns också sällsynta svampar som bleksopp, rotsopp, lakritssopp, rodnande musseron och fager vaxskivling.
Endre sockens rödakorsavdelning ombesörjer fagning på våren och Endre bygdegårdsförening ansvarar för slåtter på sommaren.

## Bilder

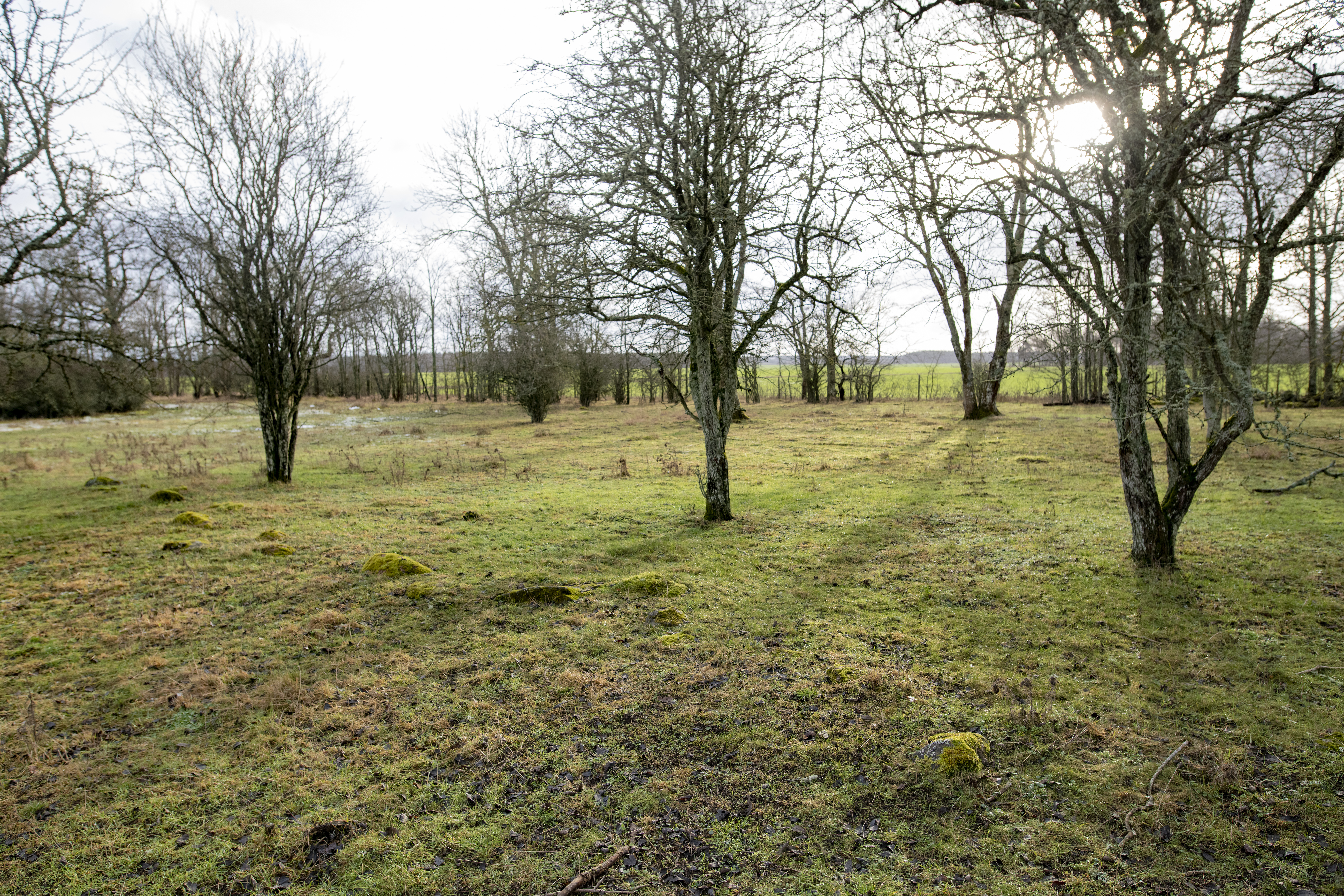
Stenhägnad Allkvie Endre
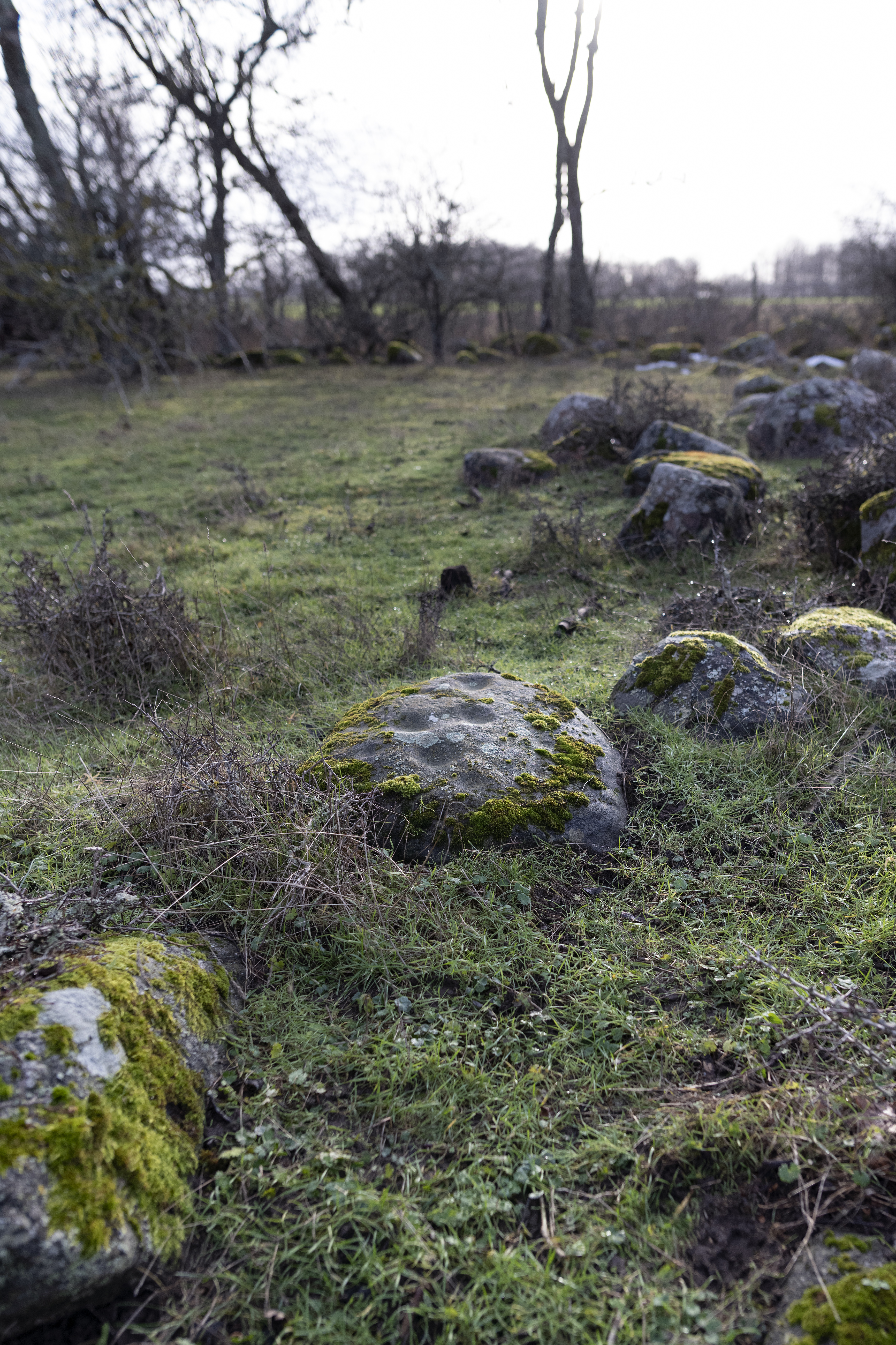
Skålgropssten
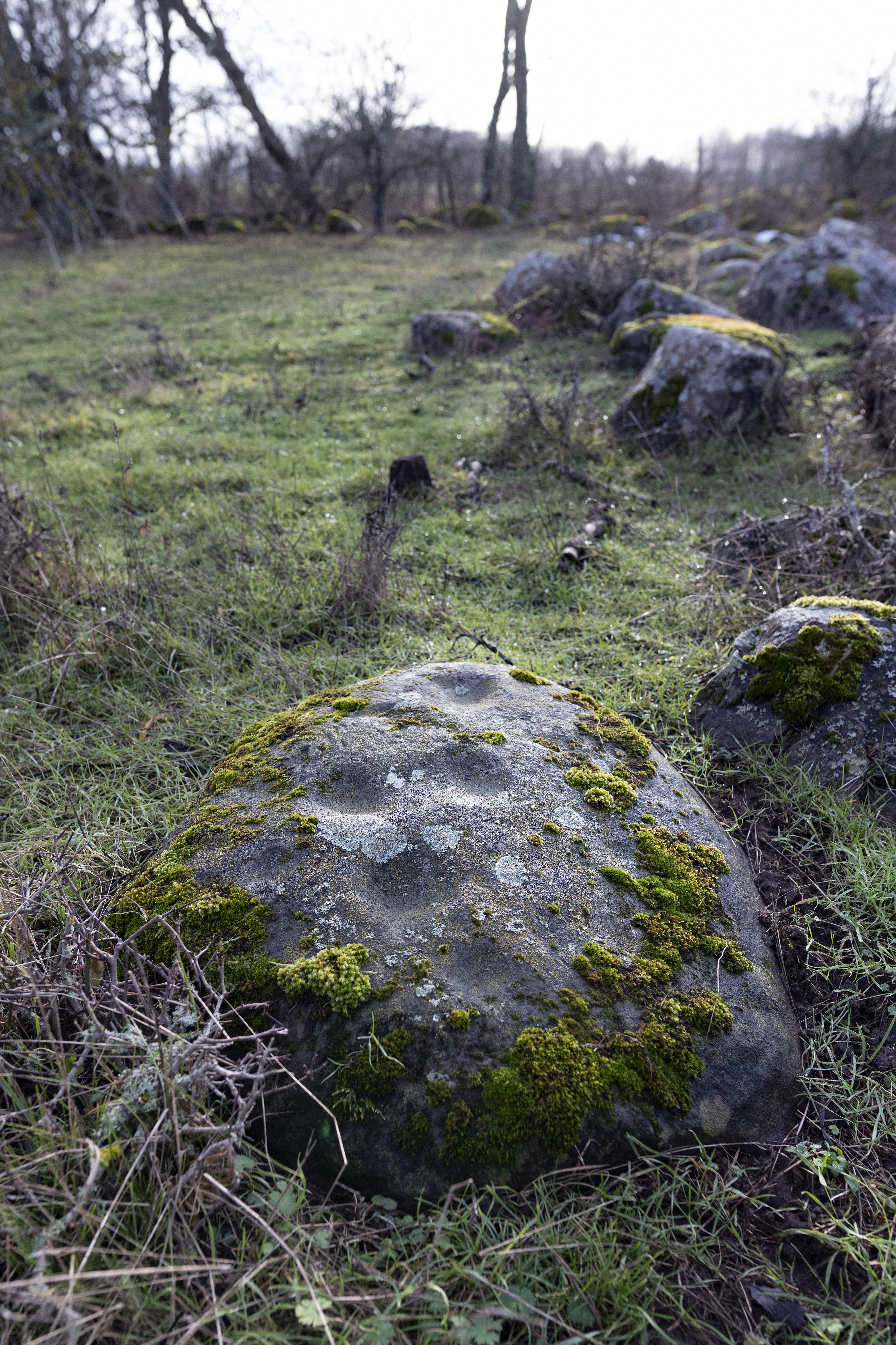
Skålgropssten
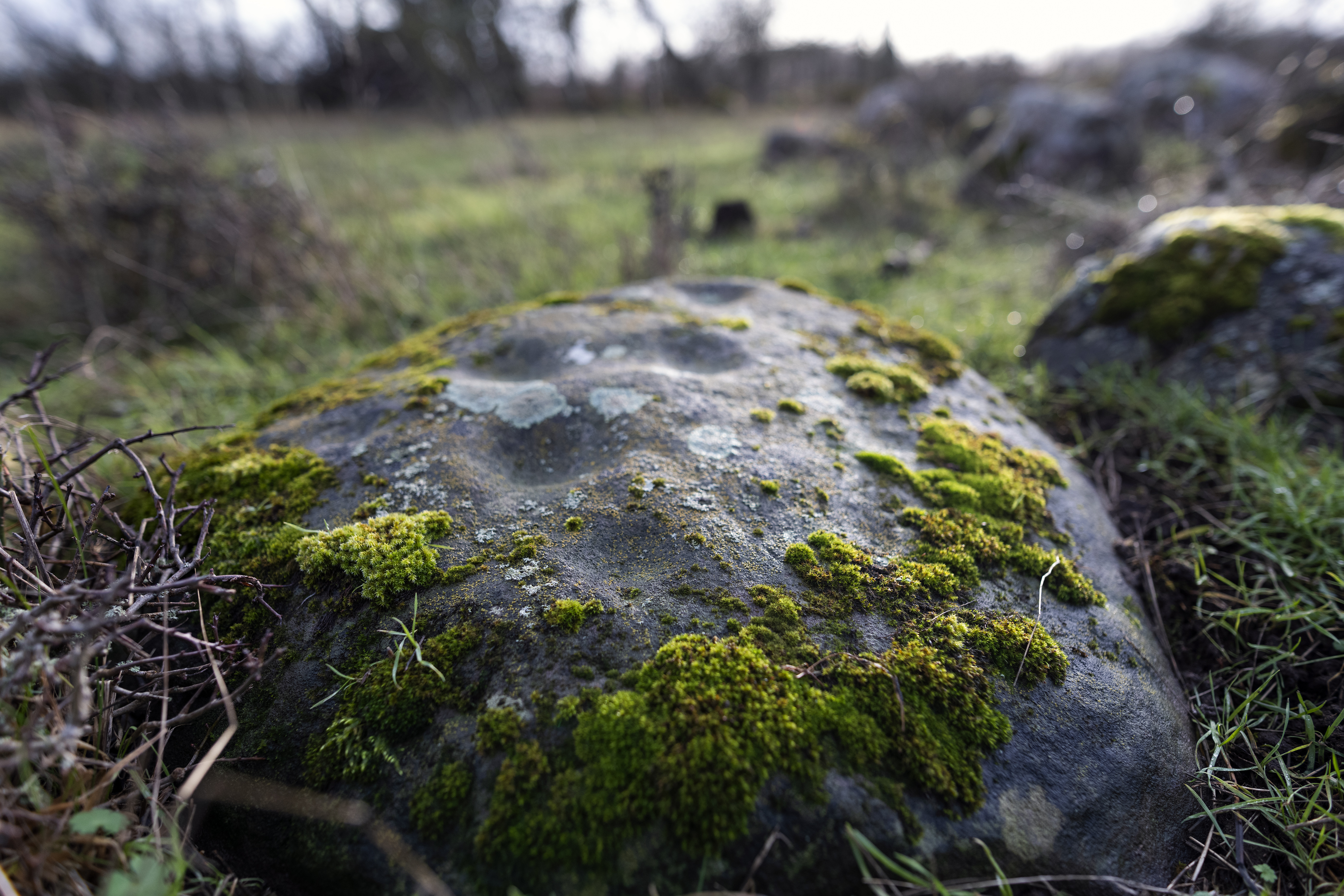
Skålgropssten
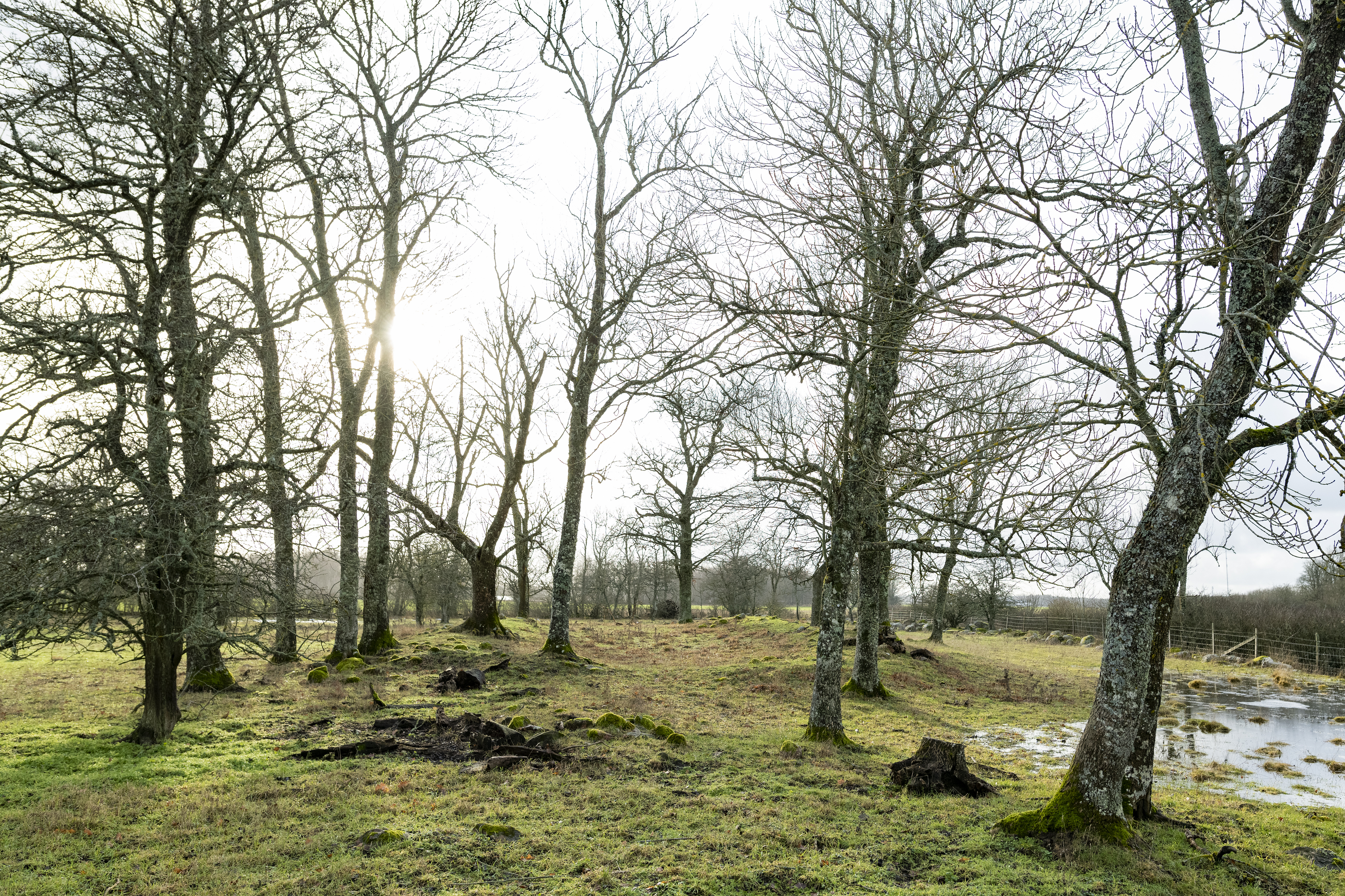
Husgrund]
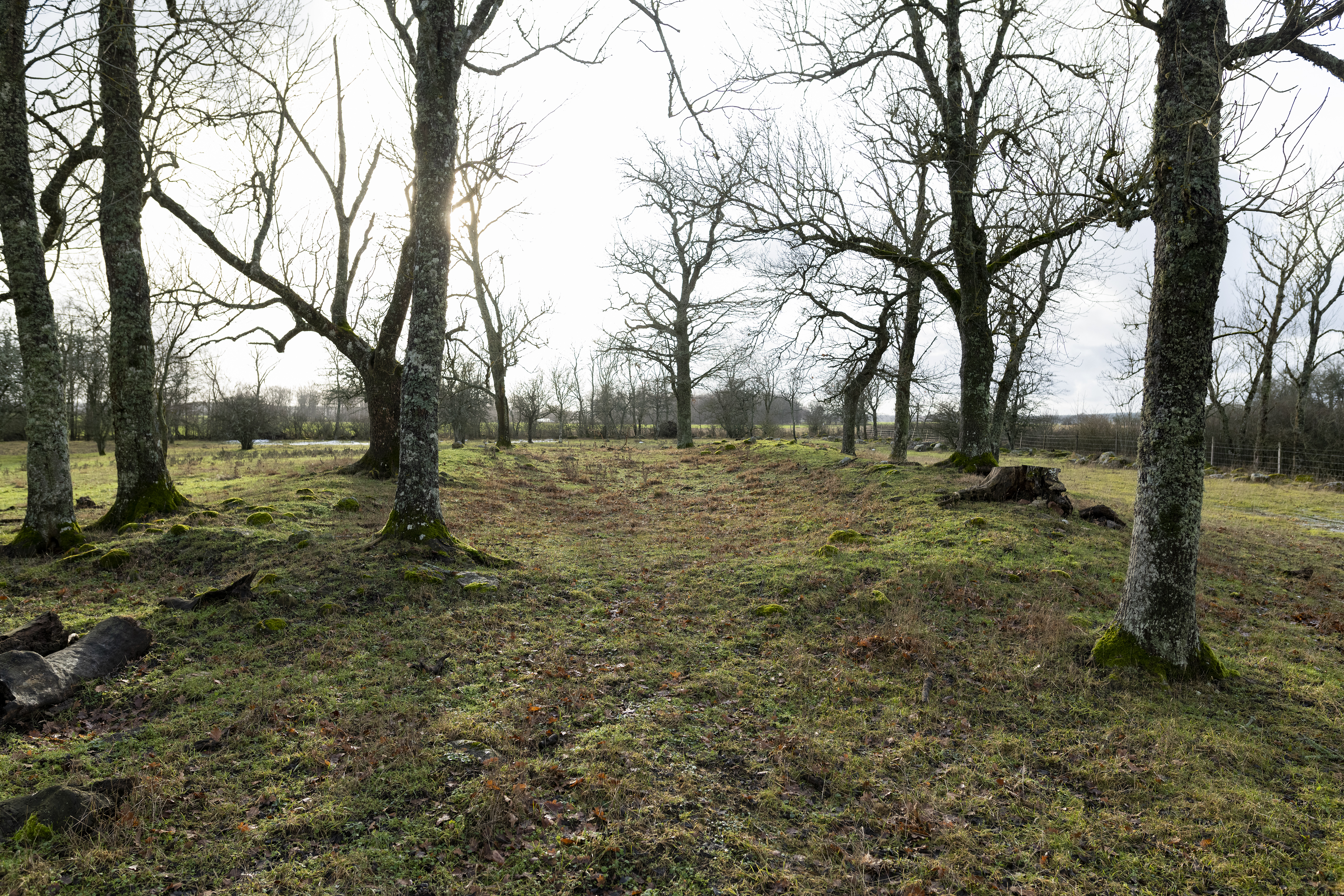
Husgrund